# Часовня-памятник воинам-землякам (Ломтука)
«Часовня-памятник воинам-землякам, погибшим в годы Великой Отечественной войны» — мемориальный памятник часовня, посвящённый памяти воинов погибших в годы Великой Отечественной войны в селе Ломтука, Тыллыминского 1-го наслега, Мегино-Кангаласского улуса, Республики Саха (Якутия). Памятник истории и культуры местного значения.

## Общая информация
После завершения Великой Отечественной войны в городах и сёлах республики Якутия стали активно возводить первые памятники и мемориалы, посвящённые павшим солдатам. Памятник-часовню в селе Ломтука Мегино-Кангаласского улуса возвели к первой годовщине Победы в Великой Отечественной войне 9 мая 1946 года. Памятник построен вернувшимися домой солдатами Великой Отечественной войны под руководством председателя колхоза имени Молотова Ларионова Николая Спиридоновича, по проекту Самсонова Мефодия Семёновича.
В 1994 году была проведена реставрация и ремонт часовни-памятника. Объект по просьбе ветеранов сохранил первоначальный вид.

## История
По архивным сведениям и документам, в годы Великой Отечественной войны 206 человек I-го Тыллыминского наслега были призваны на фронт, из них 126 погибли и пропали без вести на полях сражений, 80 человек вернулись на Родину в Якутию.

## Описание памятника
Памятник выполнен в виде объёмной композиции четырёхъярусной часовни. Первый шестиугольный ярус рублен из тесаных бревен. В западной части на стене расположен входной проем, соседние стены прорезаны прямоугольными окнами. Снаружи стены обшиты горизонтально тесом, кровля плоская. На уровне пола стены по периметру огибают ступени, образующие 2-ступенный стилобат. Второй ярус цилиндрической формы диаметром 3 метра имеет глухую вертикальную обшивку тесом и 12-скатную кровлю. Третий ярус прямоугольный, также обшит тесом горизонтальным. Ярус перекрыт на четыре ската. Четвёртый ярус представляет собой пирамидальный обелиск, увенчанный рельефной звездой. Выносные плиты карнизов трёх нижних ярусов украшены криволинейным раппортным рисунком подзором. Кровля всех ярусов — тесовая. Звезда выполнена из стали. В интерьере помещение перекрыто плоским подшивным потолком. Памятник размещён на бетонном фундаменте. Вся часовня выкрашена в белый цвет.
Снаружи часовни, на левой стороне от двери установлена металлическая таблица с отлитым текстом на якутском языке «1941-1945 Аҕа дойду Улуу сэриитигэр өлбүттэр сырдык кэриэстэригэр анаммыт пааматынньык 1946 сыл ыам ыйын 9 кунугэр аhыллыбыта. Мототов аатынан колхоз бэрэссэдээтэлэ Ларионов Н. С. тэрийитинэн. Самсонов М. С. бырайыагынан тыыннаах эргиллибит буойуннар туруорбуттара», который в переводе на русский язык означает: "Памятник открыт 9 мая 1946 г. в память о воинах-земляках погибших в Великой Отечественной войне. Памятник построен вернувшимися домой с войны живыми воинами под руководством Ларионова Н. С., председателя колхоза им. Молотова и по проекту Самсонова М. С.
Перед часовней размещена и благоустроена прямоугольная бетонированная площадка, на дальнем крае которой расположена красная пятиконечная звезда под вечный огонь. Звезда размещена на черном прямоугольном постаменте, имеющем скошенную наклонную лицевую часть. Часовня имеет ограждение из металлических столбиков, соединенными между собой цепью чёрного цвета.
В соответствии с приказом Министерства культуры и духовного развития Республики Саха (Якутия) «О включении выявленного объекта культурного наследия „Часовня-памятник воинам-землякам, погибшим в годы Великой Отечественной войны“, расположенного по адресу Республика Саха (Якутия), Мегино-Кангаласский улус (район), МО „Тыллыминский 1-й наслег“, с. Ломтука», памятник внесён в реестр объектов культурного наследия народов Российской Федерации и охраняется государством.